# نيكولاي بولجانين
نيكولاي ألكسندروفيتش بولجانين سياسي سوفيتي روسي بارز ورئيس مجلس وزراء الاتحاد السوفيتي وشغل منصب وزير الدفاع. عاصر فترة حكم ستالين واعتبر من أبرز أتباعه ولد في مدينة نيجني نوفغورود الروسية في مارس 1885م وتوفي في موسكو في فبراير 1975م عن العمر ( 79 ).

## مهنته
ولد بولجانين في مدينة نيجي نوفرغوردود الروسية وهو ابن لرجل يعمل كعامل مكتب انضم للقيادات البلشفية والحزب البلشفي في عام 1917 وفي عام 1918 تم تجنيده في الشرطة السياسية للنظام البلشفي في شيكا في خدم في الجيش حتى عام 1922 بعد الحرب الأهلية الروسية، عمل بعدها كمدير صناعي وعمل أيضاً في إدارة الكهرباء حتى عام 1927 ومديراً لإمدادات كهرباء موسكو بين أعوام 1927 - 1931 وكان رئيساً للجنة التنفيذية لمدينة موسكو وفي عام 1934 في إبان المؤتمر السابع للالحزب الشيوعي السوفيتي انتخب مرشحاً للجنة المركزية للحزب وفي ظل عملية التطهير الكبرى التي أودت بحياة الكثير من القادة السوفيت ويعتبر نيكولاي يجوف مسؤلاً عن العملية تم تعيينه رئيس وزراء جمهورية روسيا السوفيتية الاتحادية الاشتراكية وأصبح عضواً في اللجنة المركزية وفي سبتمبر 1938 أصبح نائب رئيس الوزراء السوفيتي جوزيف ستالين وأيضًَا رئيس بنك أو مصرف الدولة السوفيتية.

## الحرب العالمية الثانية
لعب بولجانين دوراً قيادياً خلال الحرب العالمية الثانية من خلال رتبته العسكرية (جنرال) في الجيش الأحمر وعضويته في لجنة الدولة للدفاع على الرغم بأنه لم يكن قائد خط المواجهة وفي عام 1944 تم تعيينه نائب المفوض لشؤون الدفاع في عهد ستالين وكان بمثابة الرئيسي في القيادة العليا للجيش الأحمر وفي عام 1946 تم تعيينه قائد القوات المسلحة وتمت ترقيته لرتبة مارشال في الاتحاد السوفيتي وأصبح أيضاً عضواً مرشحاً للمكتب السياسي للحزب الشيوعي السوفيتي.

## رئاسة الوزراء
وبعد وفاة ستالين عام 1953 تم تعيينه وزير الدفاع وكان حليفاً للأمين العام للحزب الشيوعي السوفيتي نيكيتا خروتشوف الذي خلف ستالين في قيادة الحزب في أثناء فترة صراعه على السلطة مع جورجي مالينكوف. وفي فبراير 1955 أصبح رئيس مجلس وزراء الاتحاد السوفيتي في عهد خروتشوف وكان يعتبر من مؤيدي إصلاحات خروتشوف وسافرا معاً إلى الهند ويوغوسلافيا وخلال أزمة السويس بعث رسائل إلى كل من حكومات بريطانيا وفرنسا وإسرائيل وهدد بضرب باريس ولندن وتل أبيب بالصواريخ إذا لم تسحب قواتهم من مصر مع ذلك كان هذا مجرد خدعة فقد كتب خروتشوف في مذكراته بأن الاتحاد السوفيتي كان يمتلك عدداً قليلاً من الصواريخ العابرة للقارات وأن الاتحاد السوفيتي لا يستطيع خوض حرب مع بريطانيا وفرنسا وإسرائيل عام 1956 واكتشفت الاستخبارات الأمريكية أن الترسانة النووية السوفيتية كانت أصغر بكثير مما يعتقد الغرب عام 1959 وبالتالي فإن السوفيت لم يكن لديهم بما يكفي من الصواريخ لإطلاقها إلى ثلاث اتجاهات مختلفة ومن المفارقات أن رسائل التهديد ساعدت في الواقع بريطانيا وفرنسا في الأمم المتحدة وضمنت بأن حلف الشمال الأطلسي بما في ذلك الولايات المتحدة ملتزمة بالدفاع عن بريطانيا وفرنسا ضد الهجوم السوفيتي، تبادلت الشكوك بين بولجانين وخروتشوف وبحلول عام 1957 قامت جماعة رفضت إصلاحات خروتشوف سميت بجماعة مناهظة الحزب بقيادة فياتشيسلاف مولوتوف وفي حزيران حاول المحافظين الإطاحة بخروتشوف وعزله من السلطة في اجتماع المكتب السياسي واضطر خروتشوف للاستقالة عن منصبه كأمين عام للحزب وبعد الإطاحة بخروتشوف تمت إزالة بولكانين من اللجنة المركزية وحُرم من لقب المارشال وفي عام 1960 أصبح متقاعداً.

## رتبه وجوائزه
- بطل العمل الاشتراكي 10 يونيو 1955
- الراية الحمراء 1943
- ترتيب النجمة الحمراء (مرتين) 3 مارس 1935 - 1953.

## روابط خارجية
- نيكولاي بولجانين على موقع IMDb (الإنجليزية)
- نيكولاي بولجانين على موقع الموسوعة البريطانية (الإنجليزية)
- نيكولاي بولجانين على موقع مونزينجر (الألمانية)